# Костел Святого Михаїла (Мозир)
Костел св. Михаїла — пам'ятка архітектури пізнього бароко у білоруському місті Мозир.

## Історія
Побудований в 1743 — 1745 за підтримки Бенедикта Рожанського, за 3 км на північний схід від Мозира, на правому березі річки Прип'ять, у так званій «Долині янголів». Включає муровану церкву св. Михаїла та житловий будинок, обнесений цегляним парканом. У 1883 монастир було закрито, в 1888 передано православному, в 1893 — 1894 рр. костел перебудовано на церкву, добудовано дерев'яну дзвіницю, бічні муровані галереї та інші.
Костел діє, в кляшторі розташована музична школа. Пам'ятка національного значення.

## Архітектура

### Костел

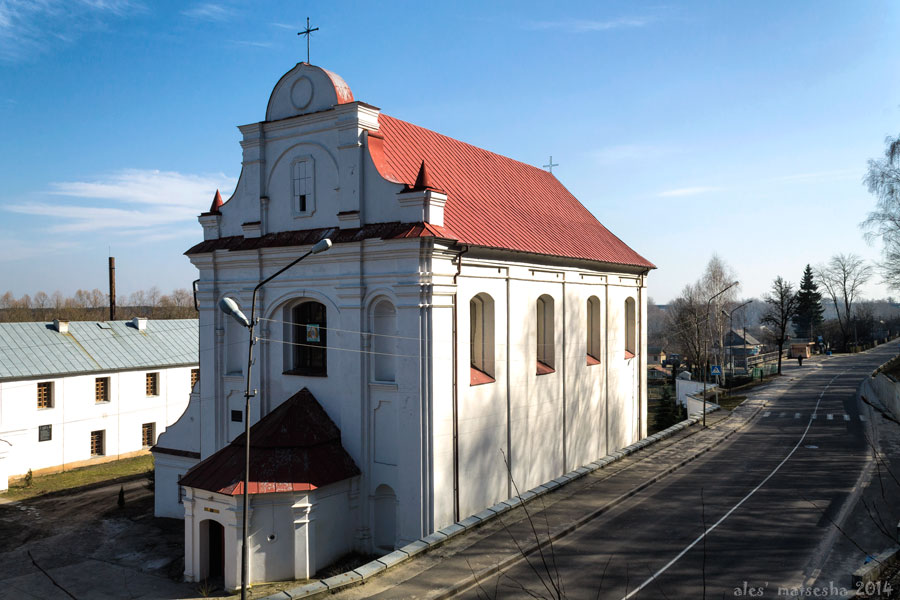
Костел Святого Архангела Михаїла

Костел однонавний, покритий високим двосхилим дахом з увігнутими вальмами над трикутною апсидою. Має міцну конструкцію (товщина стінки 1,5 м). Архітектурний і пластичний акцент на головному фасаді, розчленований на три високі пілястри і завершується широким тонкопрофільованим карнизним поясом. Бічні площини фасаду прикрашені трьома ярусами фігурних і арочних ніш з конхами у верхньому ярусі. Фасад завершується ступінчастою мансардою (прибудована 1894 р.). Головний вхід через низький п'ятикутний ганок прикрашений великими кутастими лопатками. Бічні фасади пласкі, ритмічно розчленовані високими арочними вікнами та широкими лопатками у віконницях.

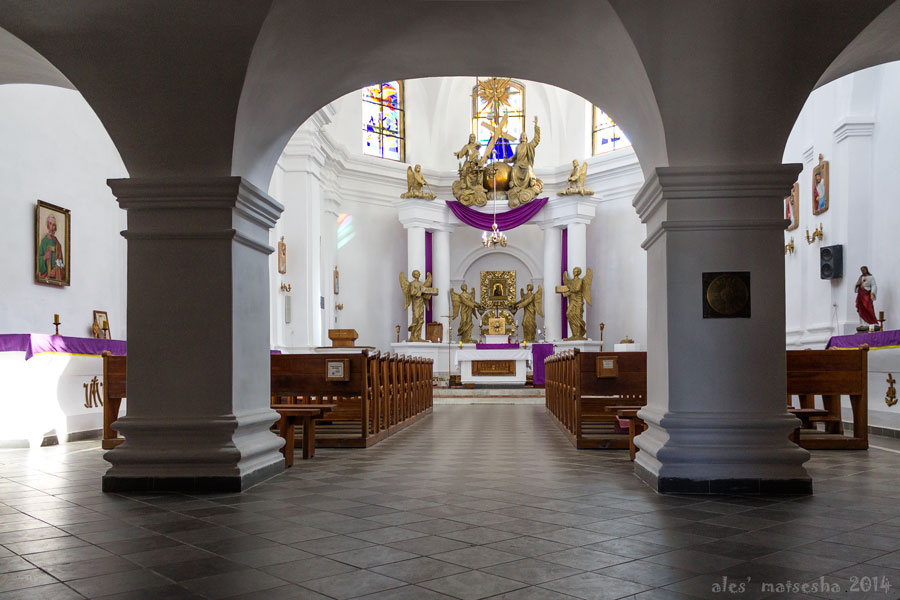
Інтер'єр костелу

Внутрішній простір реконструйовано: нава поділена на два поверхи і перекрита циліндричними склепіннями з подвійними арками та люнетами, апсида являє собою закриту конху. Склепіння прикрашали тематичні фрески (завершені 1804 р. не збереглися). Стіни усіяні арочними нішами та подвійними пілястрами, оточені великим тонким карнизом. Апсида відкрита в залі з широким арочним просвітом.

### Кляштор

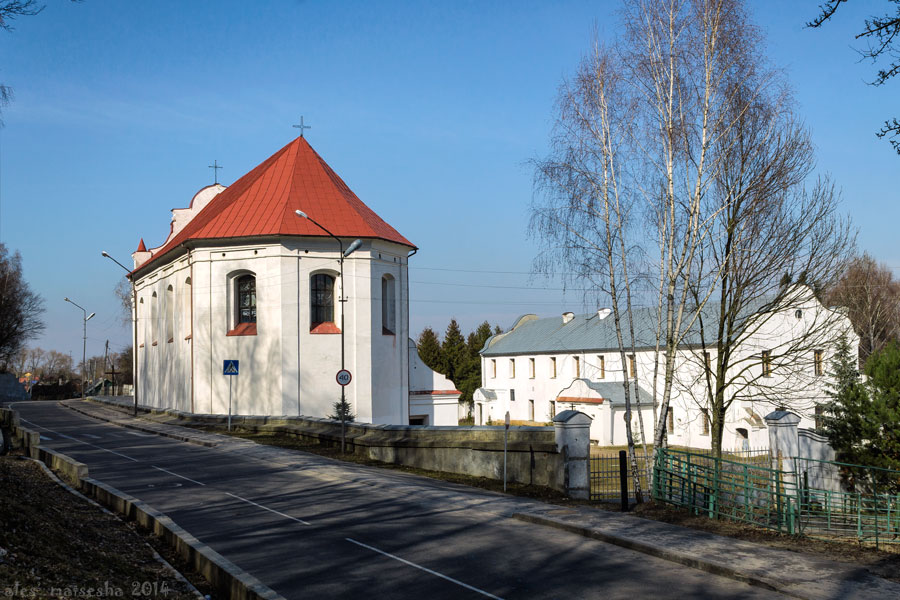
Костел з боку апсиди та кляшторний корпус

Спочатку церква була з’єднана з північним сходом триповерховим житловим будинком, критим жестю ічерепицею (перший поверх був цегляним, другий і третій – фахверковими або «пруськими»), які створюють внурішнє подвір’я. Зберігся один прямокутний двоповерховий об’єм під двосхилим дахом. Фасади ритмічно розчленовані квадратними та прямокутними вікнами, у віконницях — широкими лопатками. Планування галерейне з одностороннім розташуванням типових келій із циліндричними склепінчастими перекриттями.